# Senegambiske stencirkler
13°41′28″N 15°31′21″V / 13.69111°N 15.52250°V
De senegambiske stencirkler er en samling præhistoriske gravfelter etableret mellem år 300 f.Kr. og 1500-tallet. Der findes omkring 1.000 sådanne stencirkler, hver bestående af fra 10 til 24 sten, indenfor et 100 km bredt område langs 350 km af Gambiafloden, i alt et område på 39.000 km². Stencirklerne findes både i Gambia og i Senegal.
Den største koncentration af cirkler findes i Djalloumbéré, med mere end 1.000 sten i 52 cirkler. Et udvalg på fire af de mest koncentrerede samlinger af stencirkler blev i 2006 erklæret som et verdensarvsminde: Sine Ngayène og Wanar i Senegal og Wassu og Kerbatch i Gambia. Ved landbyen Wassu findes også et museum. 
Hver cirkel kan bestå af mellem 10 og 24 sten og står normalt i en cirkelform, selv om et kendt anlæg er V-formet. Stenene er af laterit og er fra 1 til 2,5 meter høje. 
Funktionen og formålet er ikke klarlagt, men udgravninger tyder på, at der er menneskegrave under stenene. UNESCO siger, at det store antal anlæg afspejler, at der må have eksisteret en ressourcestærk, velorganiseret og langvarig samfundsstruktur.